# Lac Kamatapeska
Lac Kamatapeska är en sjö i Kanada.   Den ligger i regionen Mauricie och provinsen Québec, i den sydöstra delen av landet, 300 km nordost om huvudstaden Ottawa. Lac Kamatapeska ligger 400 meter över havet.
I omgivningarna runt Lac Kamatapeska växer i huvudsak blandskog. Runt Lac Kamatapeska är det mycket glesbefolkat, med 2 invånare per kvadratkilometer.